# Antonio Frilli
 (septembre 2020).
 (octobre 2024).
Pour les articles homonymes, voir Frilli.

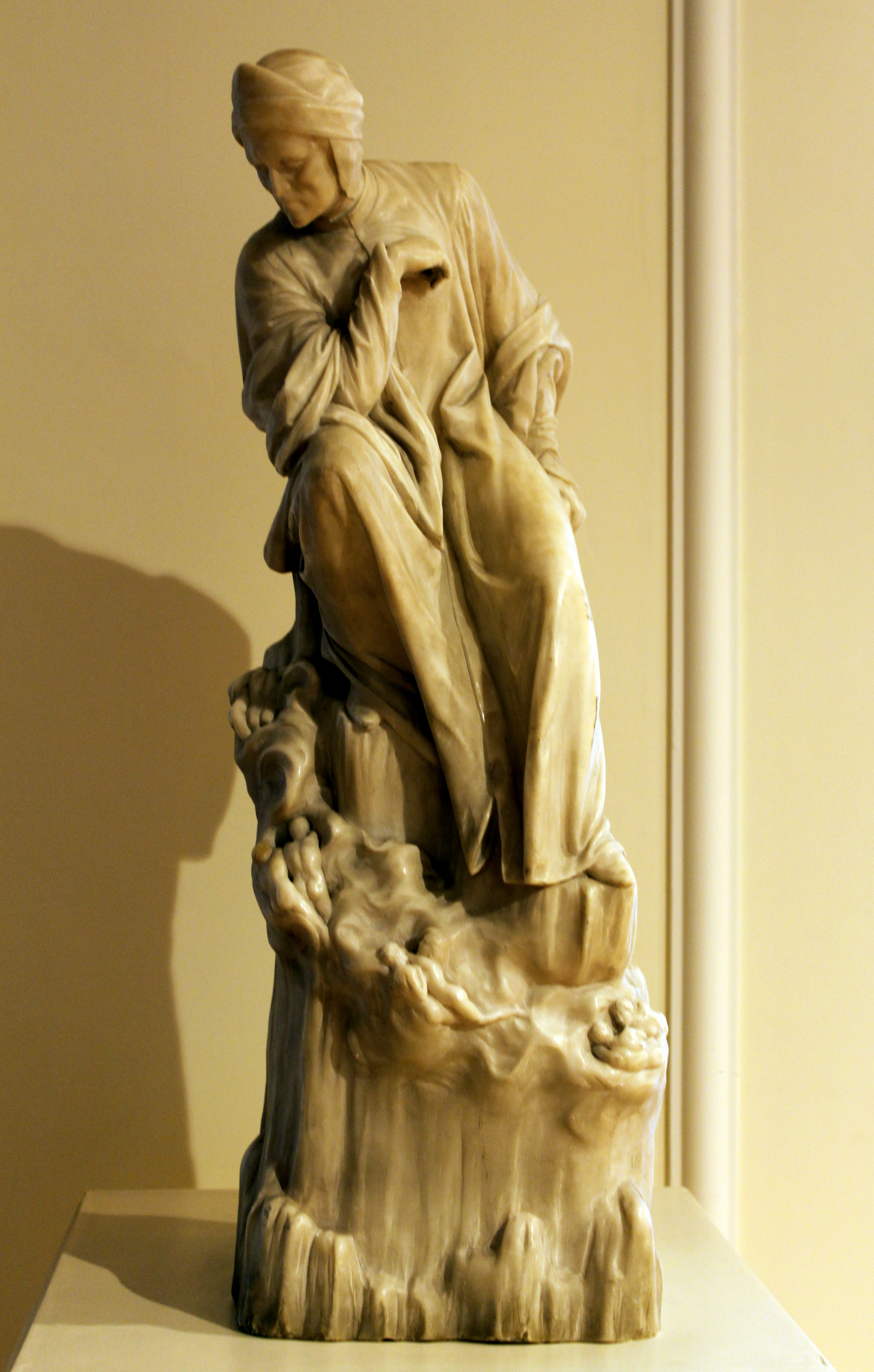
Antonio Frilli : Dante
Musée national d'art d'Azerbaïdjan.

Antonio Frilli, né en 1830 et mort en 1902, est un sculpteur florentin travaillant le marbre et l'albâtre.

## Biographie

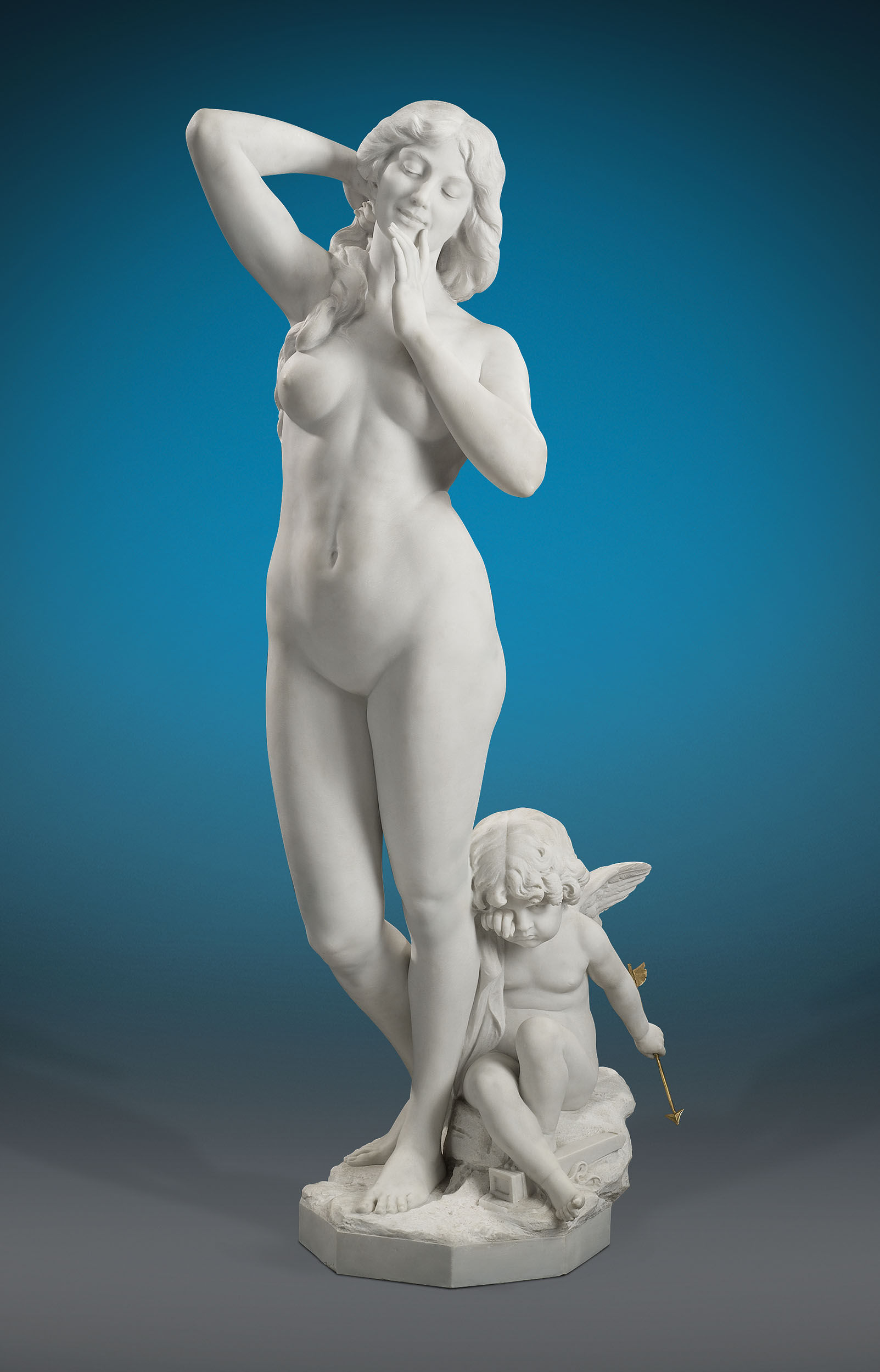
Vénus et Cupidon d'Antonio Frilli, marbre, fin du XIXe siècle.

En 1883, Antonio Frilli établit son premier atelier à Florence, Via dei Fossi (it), où il travaille avec quelques assistants sur des albâtres peints de taille moyenne et de grandes statues en marbre blanc de Carrare.
Ses œuvres décorent des cimetières célèbres tels que ceux des Portes Saintes et des Allori à Florence.
Frilli et sa galerie étaient bien connus en Europe, aux États-Unis et en Australie, car l'artiste a participé à plusieurs expositions mondiales. Il était notamment présent à Philadelphie pour l'exposition du centenaire en 1876, et, en 1881, ses statues et ses meubles de jardin sont exposés au pavillon italien à Melbourne, en Australie. 
En 1904, deux ans après la mort du sculpteur, son fils Umberto participe à la Louisiana Purchase Exposition à Saint-Louis, dans le Missouri, où l'une des œuvres de son père, une sculpture en marbre blanc de Carrare, Femme sur un hamac, remporte le Grand prix et six médailles d'or,. En 1999, le même chef-d'œuvre a été vendu par Sotheby's dans une vente aux enchères (estimation de 800 000 $). 
Plus récemment, sa sculpture Sweet Dreams (1892), un nu allongé grandeur nature dans un hamac et exposée à l'exposition internationale Panama-Pacific à San Francisco en 1915, est vendue à une maison de vente aux enchères de Los Angeles. Un roman de Gary Rinehart, Nu dormant dans un hamac (2013) , est un récit fictif sur les propriétaires de la statue depuis 1892 et la façon dont la sculpture a affecté leur fortune. 
Un portrait en marbre représentant le sculpteur est réalisé dans son atelier après sa mort et placé sur la tombe familiale au cimetière des Allori.